# HTC Himalaya

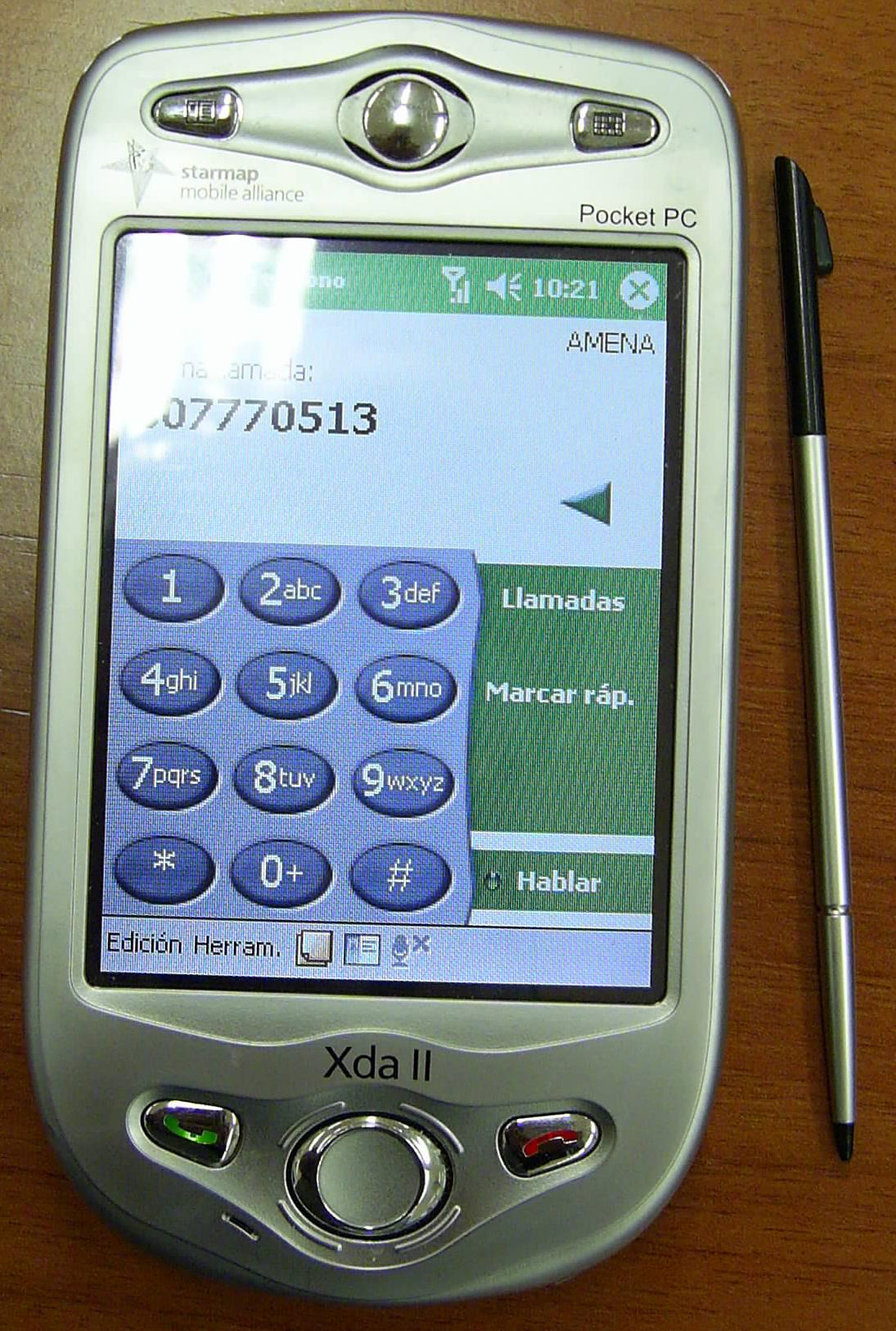
Amena Xda II.

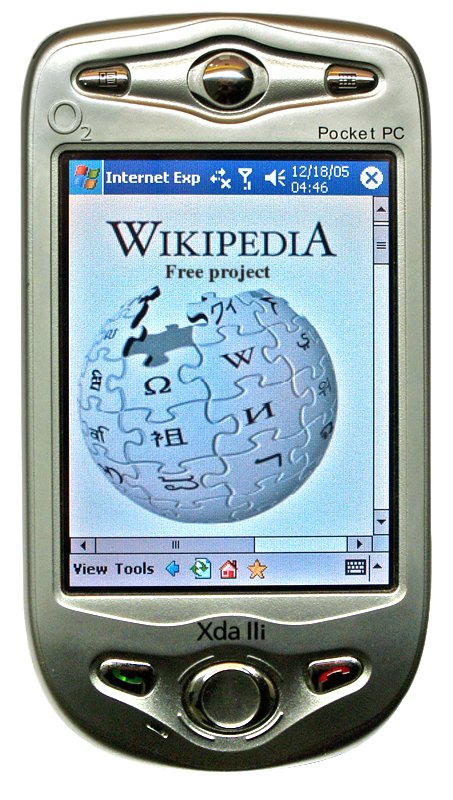
O2 Xda IIi.

La HTC Himalaya es un híbrido PDA / teléfono móvil (Teléfono inteligente) fabricado y diseñado por High Tech Computer, y comercializado bajo diferentes marcas, entre ellas :
- Qtek 2020
- i-mate PDA
- O2 Xda II
- Dopod 696
- Krome Navigator
- T-Mobile MDA II
- Orange SPV M1000
- Vodafone Wireless PDA
- Amena Xda II
- Movistar TSM500

En la caja suele venir :
- Pocket PC XDA II
- Base de sincronización USB con capacidad para cargar la PDA y una batería adicional.
- Un stylus (dos en Amena)
- Cargador de red
- Funda protectora con clip
- Auriculares manos libres
- Manuales y CD (Outlook 2002 y ActiveSync 3.7.1)

Viene de serie con las aplicaciones del Sistema operativo Windows Mobile 2003 Phone Edition (Pocket Word, Pocket Excel, Pocket Outlook, etc). Cada operador suele añadir programas específicos para su red y bloqueo SIM. Permite instalar nuevas aplicaciones desde el PC, tarjeta Flash o por telefonía móvil. En España el precio va desde los 750 Euros de un equipo O2 sin SIM lock a los 99 Euros de las ofertas para empresas y autónomos con compromiso de permanencia, portabilidad y planes específicos.
La compañía de seguros Mapfre utiliza este equipo en España como base para GESCOM PDA un programa de desarrollo propio de emisión de ofertas de seguros y contratación con comunicaciones sobre GSM con sus ordenadores centrales, equipando con ellos a parte de su fuerza de venta.

## Detalles Técnicos
- CPU : Intel XScale PXA 263 a 400 MHz
- ROM : 64 MB
- Flash RAM interna : 14,57 MB
- RAM : 128 MB
- Pantalla : TFT transflectiva de 240 x 320 pixels con 65536 colores. Capacidades gráficas avanzadas, quedando entre los primeros en velocidad al ejecutar Pocket Quake
- Sonido : altavoz interno situado encima de la pantalla, entre dos botones de acceso rápido. Conector de auriculares stereo minijack en la base. Soporte de manos libres Bluetooth. Sonidos polifónicos y grabación de voz. Reproducción de MP3
- Carcasa : en aluminio resistente a golpes de 19 x 69,9 x 130 mm y 190 gramos de peso con batería. Alojamiento del stylus en el lateral derecho, junto al puerto infrarrojo. En algunos modelos, zona superior trasera en negro. En la trasera inferior, pulsador para liberar la carcasa trasera y acceder a la batería y la tarjeta SIM. En la base, pulsador oculto de RESET, peine de conexiones y conector para manos libres
- Teclado : en el frontal 4 teclas de acceso rápido, las dos superiores para aplicaciones, las dos inferiores para contestar y colgar. entre estas dos últimas, bajo la pantalla, D-Pad de 8 direcciones + fuego. En el borde superior botón de Power. En el lateral izquierdo, tecla de grabación, tecla deslizante de volumen y tecla de cámara fotográfica. El sistema operativo proporciona teclado en pantalla. Existe un teclado externo opcional conectable por el peine de la base.
- Soporte : flash RAM interna, tarjetas Secure Digital y Multi Media Card
- Sistema operativo : Windows Mobile 2003 Phone Edition
- Cámara digital : VGA 640x480 con capacidad de grabar vídeo. Botón de acceso rápido en el lateral izquierdo y miniespejo bajo el objetivo.
- Entrada/Salida :
  - Slot Secure Digital SDIO en la zona superior
  - Puerto IrDA en la zona superior
  - Conector de auriculares stereo + micrófono (manos libres) en la base
  - Peine de conexiones, con soporte serial sobre USB
  - Slot interno de tarjeta SIM
- Comunicaciones :
  - Bluetooth
  - Teléfono GSM tribanda (900/1800/1900); GPRS class 10
  - Mensajería MMS y SMS
  - Opcionalmente, Wi-Fi mediante tarjeta SDIO
- Alimentación : batería de Polímero de Litio de 1200 mAh extraíble. Recarga mediante cuna o directamente por un adaptador al alimentador de 5 V DC